# Diuraphis frequens
Diuraphis frequens är en insektsart som först beskrevs av Walker 1848.  Diuraphis frequens ingår i släktet Diuraphis och familjen långrörsbladlöss. Arten är reproducerande i Sverige. Inga underarter finns listade i Catalogue of Life.